# Canovagasse
Die Canovagasse befindet sich im 1. Wiener Gemeindebezirk Innere Stadt. Sie wurde 1865 angelegt und nach dem italienischen Bildhauer Antonio Canova benannt.

## Geschichte
Die Gegend der heutigen Canovagasse gehörte im Mittelalter zur Vorstadt vor dem Kärntnertor. Seit dem 16. Jahrhundert gehörte sie zum Glacis vor der Wiener Stadtmauer. Nach deren Demolierung und der Anlage der Wiener Ringstraße anstelle der Mauern, wurde 1865 auch die Canovagasse angelegt. Die Benennung erfolgte nach dem italienischen Bildhauer Antonio Canova. Seine im klassizistischen Stil geschaffenen Plastiken genossen großes Ansehen; zudem hatte er einige bedeutende Werke für Wien gemacht, wie z. B. das Grabmal für Erzherzogin Marie Christine in der Augustinerkirche und die Theseusstatue für den Theseustempel (heute im Kunsthistorischen Museum).

## Lage und Charakteristik

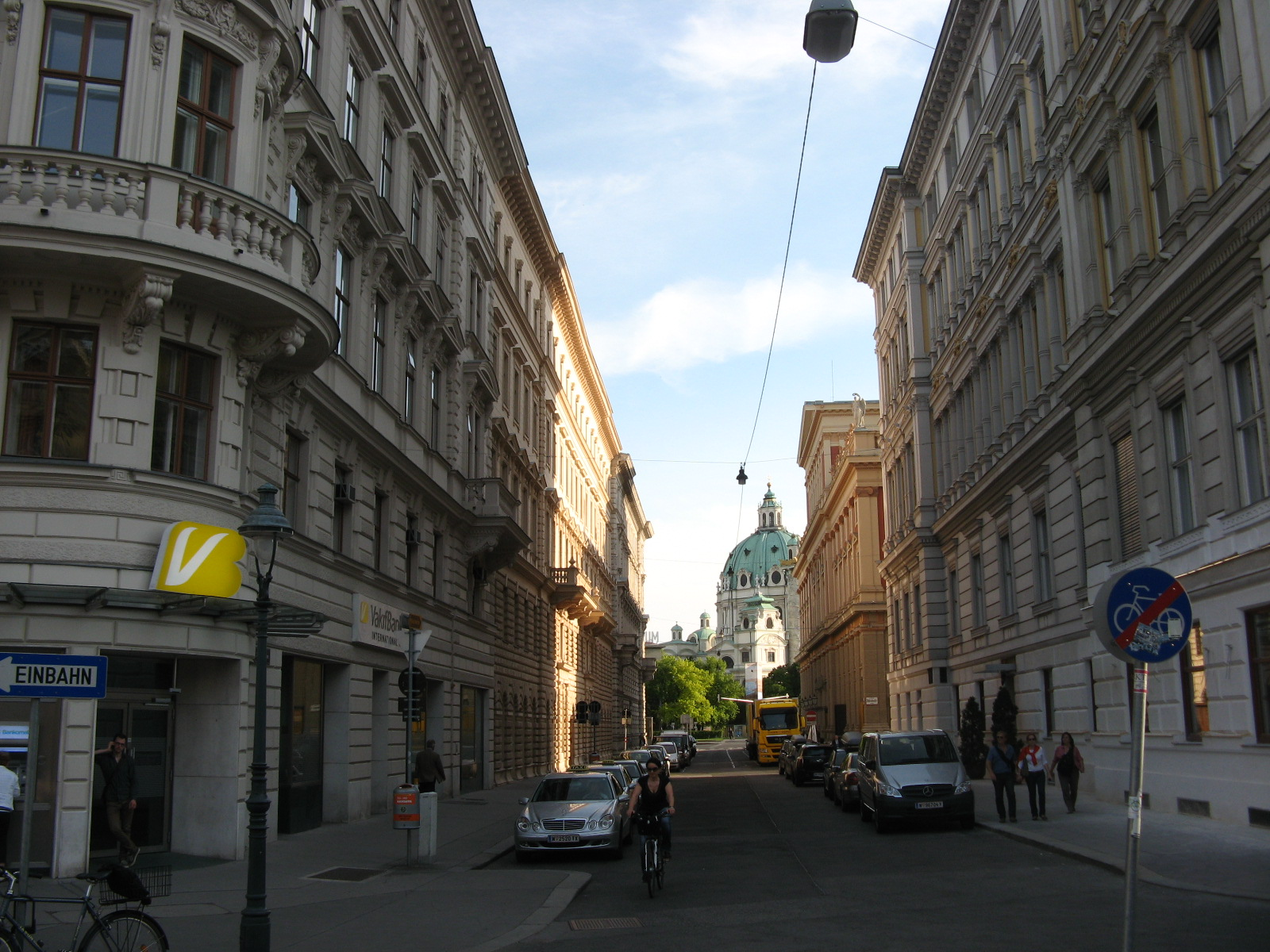
Canovagasse von der Ringstraße gegen den Karlsplatz gesehen

Die Canovagasse verläuft vom Kärntner Ring in südwestlicher Richtung bis zum Karlsplatz. Während der erste Abschnitt bis zur Bösendorferstraße in beiden Fahrtrichtungen befahrbar ist, wird der zweite Abschnitt zwischen Bösendorferstraße und Karlsplatz als Einbahnstraße geführt. In diesem Bereich ist allerdings für Radfahrer das Fahren gegen die Einbahn möglich. Die Canovagasse ist eine wichtige Radverkehrsroute, die stark frequentiert wird. Öffentliche Verkehrsmittel gibt es in der Straße keine.

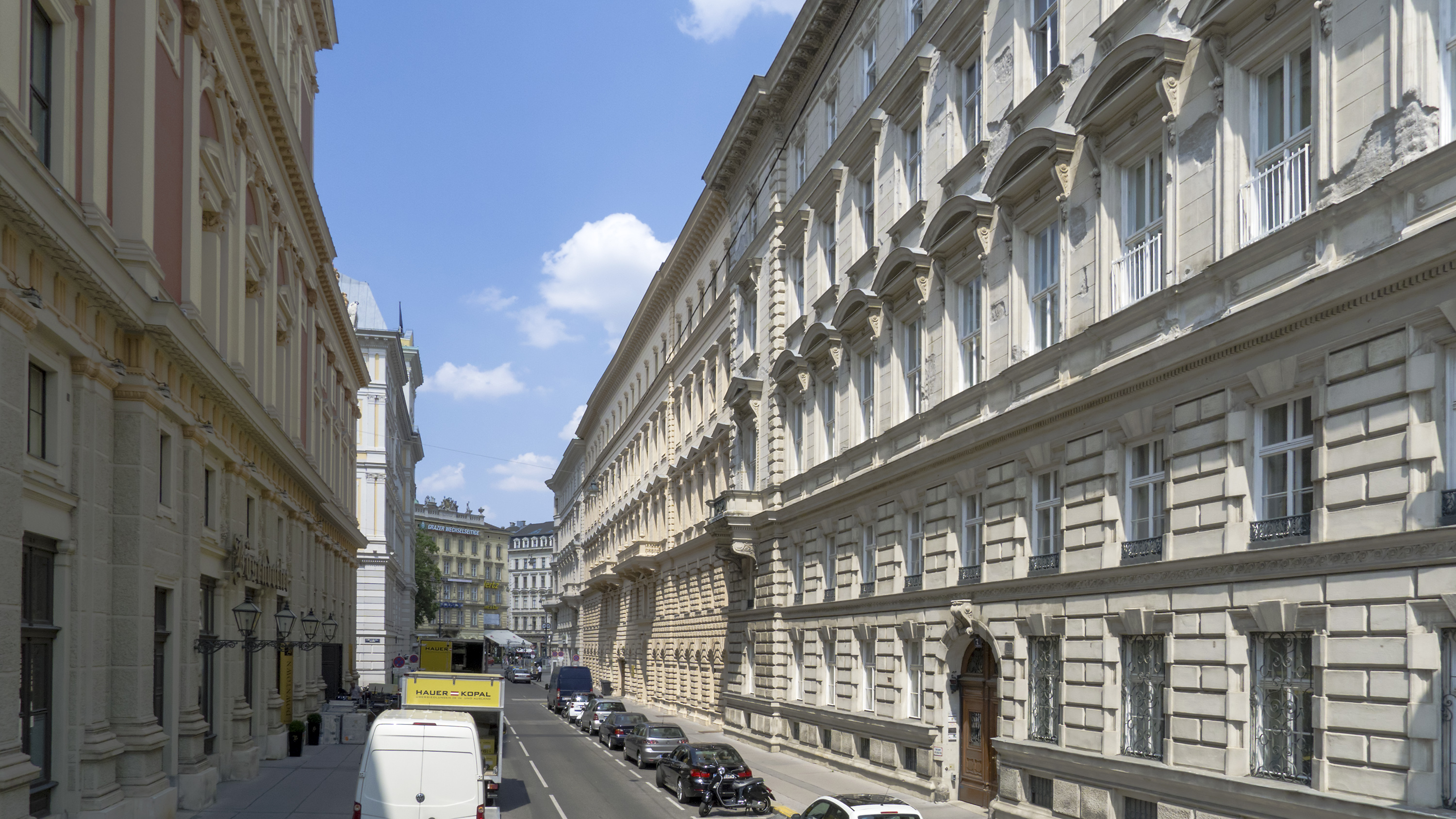
Canovagasse vom Karlsplatz gegen den Kärntner Ring gesehen

Die Verbauung bildet ein schönes und einheitliches historistisches Ensemble. Die Rückseite des Musikvereinsgebäudes sticht dennoch besonders hervor. Da keinerlei Geschäftslokale oder Gaststätten in der Canovagasse angesiedelt sind, wird sie von Fußgängern nicht als Ziel, sondern vor allem als Durchgang zwischen Ringstraße und Karlsplatz genützt. Neben Touristen sind viele Konzertbesucher hier anzutreffen, die das Musikvereinsgebäude ansteuern.
Alle Gebäude in der Canovagasse stehen unter Denkmalschutz.

## Bauwerke

### Nr. 1: Wertheim-Palais
→ siehe Hauptartikel Palais Wertheim
Das ehemalige Palais Wertheim liegt an drei Seiten freistehend zwischen Schwarzenbergplatz, Kärntner Ring und Canovagasse. Es wurde 1864–1868 von Heinrich von Ferstel für den Industriellen Franz von Wertheim im strenghistoristischen Stil errichtet. An der Ecke Kärntner Ring / Canovagasse befindet sich ein runder und kuppelbekrönter Erker mit einem konsolengetragenen Balkon sowie Segmentgiebel mit Putti und Wappen im ersten Obergeschoß.

### Nr. 2: Hotel Imperial
→ siehe Hauptartikel Hotel Imperial (Wien)
Das Gebäude wurde 1862–1865 von Arnold Zenetti und Heinrich Adam im historistischen Stil als Palais für Herzog Philipp von Württemberg errichtet. Bereits einige Jahre später (1872–1873) wurde es durch Ludwig Tischler und Carl Gangolf Kayser in ein Hotel umgebaut. Das Hotel Imperial zählt zu den bedeutendsten Hotels in Wien, in dem zahlreiche prominente Staatsmänner und Künstler logiert haben. Das Gebäude bildet einen eigenen Häuserblock zwischen Kärntner Ring, Dumbastraße, Bösendorferstraße und Canovagasse, wobei sich in der Canovagasse eine Seitenfassade des Hotels befindet. Die Hauptadresse des Hotels liegt am Kärntner Ring 16.

### Nr. 3, 5: Wohn- und Bürogebäude

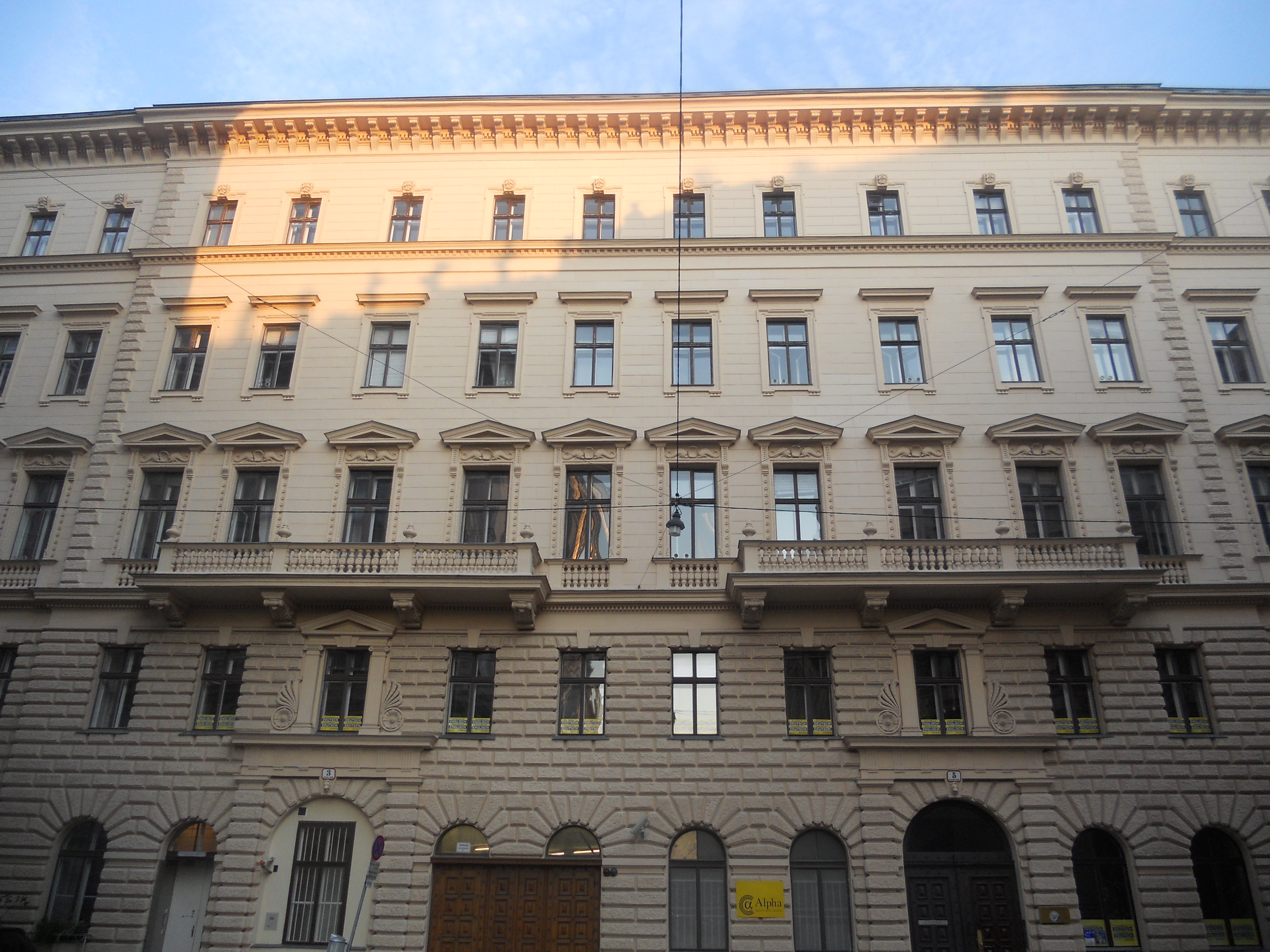
Canovagasse 3–5 (1871)

Emil von Förster erbaute 1871 diesen Erweiterungsbau zum Palais Wertheim in Formen der Neorenaissance. Die Fassade des Gebäudes ist durch eine hohe bossierte Sockelzone und einen sehr breiten Mittelrisalit mit Balkonen akzentuiert. Die beiden Portale sind durch gebänderte Pilaster und Ädikulaaufsätze gerahmt. Im Erdgeschoß und 1. Obergeschoß befand sich einst das Crey-Theater. Die Hauptadresse des Hauses liegt am Schwarzenbergplatz 16.

### Nr. 4: Musikverein
→ siehe Hauptartikel Wiener Musikverein
Das Konzerthaus des Wiener Musikvereins wurde 1867–1870 von Theophil von Hansen erbaut. Dabei handelt es sich um eines der bedeutendsten Monumentalbauten der Ringstraßenzone sowie um einen der bedeutendsten Konzertsäle weltweit. Der Architekt verwendete antike griechische Stilmittel, um den Eindruck eines Musiktempels zu erzielen. An der Canovagasse liegt die Rückfront des Gebäudes, wo sich der Stadtsalon der Firma Bösendorfer befindet, in dessen Schauräumen die Klaviere der Firma besichtigt werden können. Die Hauptadresse des Gebäudes liegt am Musikvereinsplatz 1.

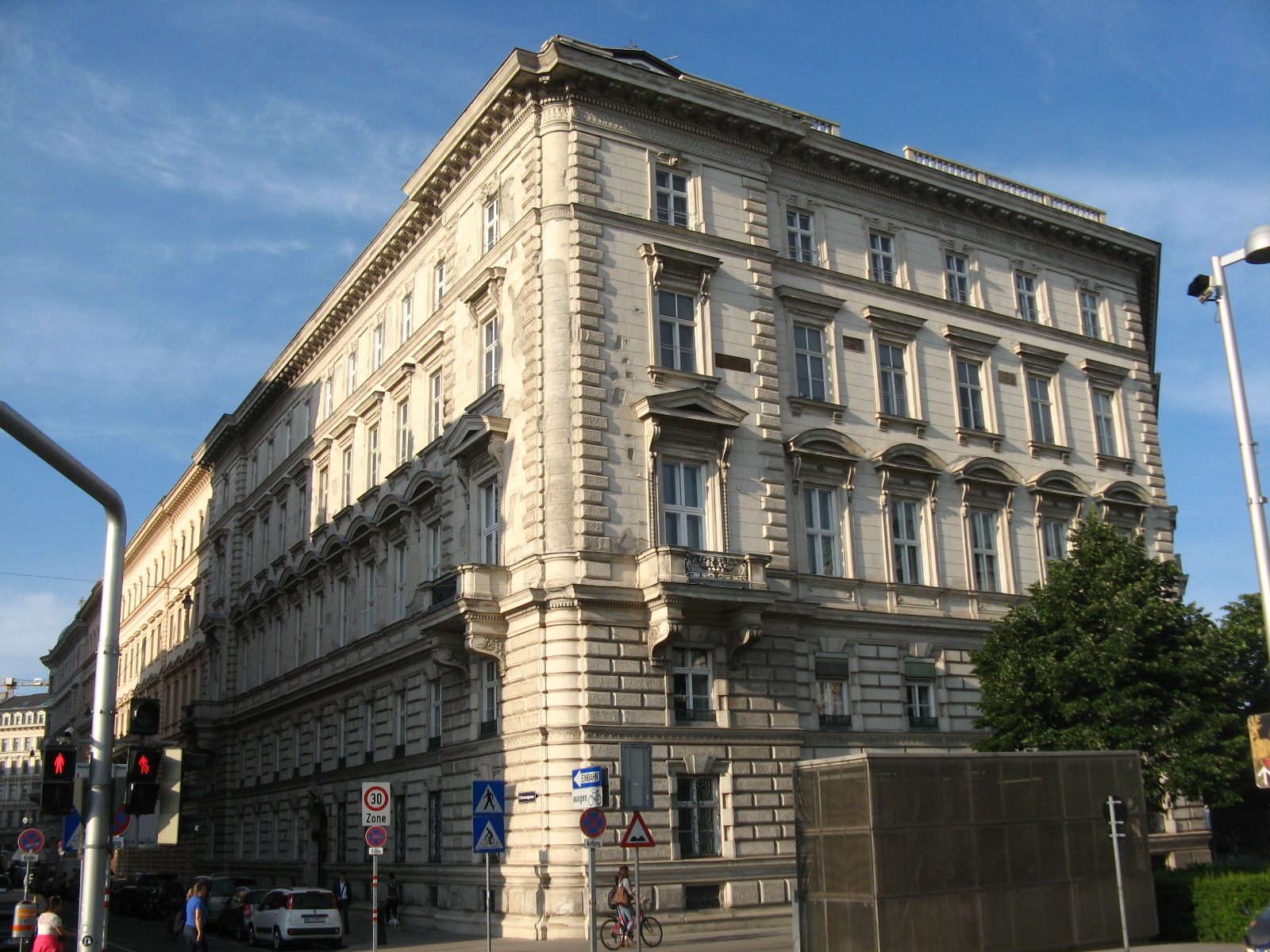
Canovagasse 7 (1869)

### Nr. 7: Wohn- und Bürogebäude
Das Gebäude Ecke Canovagasse / Lothringerstraße wurde 1869 in Fortführung der Neorenaissance-Fassade des ehemaligen Palais Ofenheim am Schwarzenbergplatz 15 von den Architekten Johann Romano und August Schwendenwein erbaut. Es besitzt eine hohe bossierte Sockelzone; die Ecke wird durch Risalite betont, die im ersten Obergeschoß je einen Balkon vor einem Fenster mit Dreieckgiebel aufweisen. Eine Attikabalustrade schließt das Gebäude nach oben hin ab. Die pilastergegliederte Einfahrt besitzt stuckierte Decken.